# Calvin Gibbs
Calvin Gibbs (* 1985 in Billings, Montana, Vereinigte Staaten) ist ein ehemaliger Staff Sergeant in der US-amerikanischen Armee (5. Stryker Brigade Combat Team).

## Leben

### Jugend
Gibbs stammt aus einfachen Verhältnissen. Als 15-Jähriger wurde er von der Junior High School in Billings ausgeschult. Als er alt genug war, bewarb er sich bei den US Marines. Als er jedoch wegen unzureichender Schulbildung abgelehnt wurde, meldete er sich zur United States Army.

### Kill-Team-Morde
Er wurde im Jahr 2010 beschuldigt, zusammen mit fünf seiner Untergebenen im afghanischen Kandahar sogenannte Kill Teams gegründet zu haben. Er soll seine Untergebenen angestiftet haben, wehrlose Afghanen zu töten. Der Fall erregte internationales Aufsehen.
Am 31. Oktober 2011 begann der Prozess gegen Gibbs vor einem Militärgericht in Lewis-McChord nahe Seattle. Die Staatsanwaltschaft warf ihm Mord und Anstiftung zum Mord in drei Fällen vor. Zur Prozesseröffnung räumte die Verteidigung ein, dass Gibbs den drei Toten einen Finger entfernt habe. Er habe aber mit zwei der Morde nichts zu tun und bei dem dritten habe er in Notwehr gehandelt. Die Staatsanwaltschaft warf ihm auch vor, Waffen bei den getöteten Afghanen platziert zu haben, um einen Angriff vorzutäuschen.
Gibbs ließ sich bei seinen Einsätzen am linken Unterarm tätowieren, die sechs Totenköpfe mit Pistolen zeigen, und die die getöteten Personen im Irak (3) und in Afghanistan (3) auflisten und für ihn als Trophäen galten.
Jeremy Morlock, der im Gegenzug für eine kürzere Haftzeit als Hauptzeuge aussagte, beschrieb Gibbs Ansichten über Afghanen als Geringschätzung und beschuldigte ihn, aktiv nach Soldaten für die Tötungen gesucht zu haben.
Am 10. November 2011 wurde Gibbs in allen fünfzehn Anklagepunkten schuldig gesprochen. Er wurde zu lebenslanger Haft mit der Möglichkeit einer vorzeitigen Entlassung nach zehn Jahren verurteilt.

## Familie
Calvin Gibbs ist mit einer Soldatin verheiratet. Die beiden haben einen gemeinsamen Sohn der 2008 geboren wurde.